# Narragansett Pier
Narragansett Pier és una concentració de població designada pel cens dels Estats Units a l'estat de Rhode Island. Segons el cens del 2000 tenia 3.671 habitants.

## Demografia
Segons el cens del 2000, Narragansett Pier tenia 3.671 habitants, 1.745 habitatges, i 886 famílies. La densitat de població era de 391,5 habitants per km².
Dels 1.745 habitatges en un 15,5% hi vivien nens de menys de 18 anys, en un 40,3% hi vivien parelles casades, en un 8% dones solteres, i en un 49,2% no eren unitats familiars. En el 37,4% dels habitatges hi vivien persones soles el 17,1% de les quals corresponia a persones de 65 anys o més que vivien soles. El nombre mitjà de persones vivint en cada habitatge era de 2,08 i el nombre mitjà de persones que vivien en cada família era de 2,7.
Per edats la població es repartia de la següent manera: un 13,3% tenia menys de 18 anys, un 13,3% entre 18 i 24, un 24,1% entre 25 i 44, un 27,2% de 45 a 60 i un 22,1% 65 anys o més.
L'edat mediana era de 44 anys. Per cada 100 dones de 18 o més anys hi havia 84,5 homes.
La renda mediana per habitatge era de 39.918 $ i la renda mediana per família de 65.864 $. Els homes tenien una renda mediana de 34.726 $ mentre que les dones 29.792 $. La renda per capita de la població era de 26.811 $. Aproximadament el 8,8% de les famílies i el 14,1% de la població estaven per davall del llindar de pobresa.

## Poblacions més properes
El següent diagrama mostra les poblacions més properes.